# 赤窓
赤窓（あかまど）とは、裏紙式のフィルムを使うカメラについている、コマ数を確認するための窓のことである。

## 概要

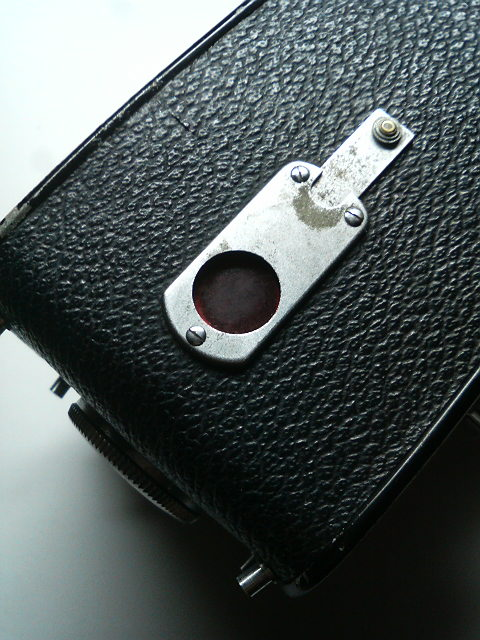
赤窓 - 上のつまみは赤窓を閉めるシャッター

120フィルム、127フィルム、828フィルム、ボルタフィルムなどの裏紙つきフィルムを使うカメラについている。赤色のものが多いので赤窓と呼ばれるが、橙色や暗緑色のものも存在する。赤色のものが多いのは、初期の写真フィルムが赤い光に感光しないことを利用し赤が安全色として採用されたためであるが、フィルムは裏紙によって遮光されており、現在の赤い光にも感光するフィルムを赤窓式カメラで使用しても基本的に感光することはない。ただし限度もあり、赤窓確認時は直射日光に当てない、赤窓蓋がない機種ではテープ等により必要時以外赤窓を塞いで遮光しておくなどの注意が必要である。
使用するフォーマットにより窓の位置は異なり、複数のフォーマットを切り替えできるカメラでは赤窓も複数存在する。
赤窓は単なるフィルムカウンターではなく、フィルム送り機構の一部となっている。赤窓でフィルムコマ数を表示するカメラはフィルムを1コマ分の送り幅で自動的に巻き上げる自動巻き止め機構がないので、赤窓を見ながらフィルムを巻き上げ、赤窓の中心にコマ番号が来たところで巻上げを手動で停止しなければならない。間違って巻き上げ過ぎても、フィルムをカメラから取り出さない限り巻き戻すことは不可能である。
120フィルムの場合、今日では6×9cm判、6×6cm判、6×4.5cm判用にコマ数が印刷されている。
220フィルムは120フィルムと同じフィルム幅であるが、裏紙がないので、120フィルムを使う赤窓式カメラには使用することはできない。
110フィルムや126フィルムを使用するカメラも背面に裏紙直読窓があるが、これらは無色で赤窓とも呼ばれない。

## 120フィルムにおける特殊な送り方
120フィルムは元々6×9cm判8枚撮りのフィルムであり、当初は枚数番号も6×9cm判用にしか印刷されていなかった。6×6判用の枚数番号が印刷されるようになったのは1933年頃であり、その前には装填時一駒目を出すためだけに使って後は決まった量を巻き上げ自動巻止めになるよう設計されたものや、また6×9cm判用の枚数番号を使用し他のフォーマットに流用するため特殊な送り方を指定した製品もある。特殊な送り方のカメラの場合、
- 6×4.5cm判カメラでは二つの赤窓があり
  - 「送出軸側の窓に1を表示する」
  - 「巻取軸側の窓に1を表示する」
  - 「送出軸側の窓に2を表示する」
  - 「巻取軸側の窓に2を表示する」
  - 「送出軸側の窓に3を表示する」
  - 「巻取軸側の窓に3を表示する」
  - 「送出軸側の窓に4を表示する」
  - 「巻取軸側の窓に4を表示する」
  - 「送出軸側の窓に5を表示する」
  - 「巻取軸側の窓に5を表示する」
  - 「送出軸側の窓に6を表示する」
  - 「巻取軸側の窓に6を表示する」
  - 「送出軸側の窓に7を表示する」
  - 「巻取軸側の窓に7を表示する」
  - 「送出軸側の窓に8を表示する」
  - 「巻取軸側の窓に8を表示する」

で16枚を撮影する。
- 6×6cm判カメラでは三つの赤窓があり
  - 「送出軸側窓に1を表示する」
  - 「巻取軸側窓に1を表示する」
  - 「中央窓に2を表示する」
  - 「送出軸側窓に3を表示する」
  - 「巻取軸側窓に3を表示する」
  - 「中央窓に4を表示する」
  - 「送出軸側窓に5を表示する」
  - 「巻取軸側窓に5を表示する」
  - 「中央窓に6を表示する」
  - 「送出軸側窓に7を表示する」
  - 「巻取軸側窓に7を表示する」
  - 「中央窓に8を表示する」

で12枚を撮影する。
また特殊なフォーマットのカメラも他の判用の番号を流用する場合があり、例えば富山製作所のカメラで6×12cm判は6×6cm判用の番号を使用し「2」「4」「6」「8」「10」「12」で6枚を撮影、6×17cm判は̟6×6cm判用の番号を使用し「3」「6」「9」「12」で4枚を撮影する。